# Matt Bachand
Matthew "Matt" Bachand (ur. 29 kwietnia 1977 w Westfield, Massachusetts) – amerykański muzyk, kompozytor i wokalista, a także inżynier dźwięku i producent muzyczny. 

## Życiorys
Znany jest przede wszystkim z wieloletnich występów w zespole metalcore'owym Shadows Fall, którego był współzałożycielem. W 2007 roku wraz z grupą uzyskał nominację do nagrody amerykańskiego przemysłu fonograficznego Grammy w kategorii Best Metal Performance, za pochodzący z płyty Threads of Life utwór pt. "Redemption". W 2011 roku dołączył do koncertowego składu projektu Adama Dutkiewicza - Times of Grace. Od 2013 roku jako muzyk koncertowy wspiera grupę Hatebreed. W 2014 roku wraz z perkusistą Shawnem Droverem i gitarzystą Chrisem Broderickiem, wówczas członkami zespołu Megadeth oraz wokalistą Henrym Derekiem Bonnerem, byłym członkiem formacji Scar the Martyr utworzył kwartet Act of Defiance w którym objął funkcję basisty. W lutym 2024 został ogłoszony stałym basistą Hatebreed.

## Instrumentarium
| Gitary - Legator Matt Bachand Signature Ninja 325-PRO - Ibanez Matt Bachand Mbm1 Electric Guitar Black - Ibanez SZ - Ibanez SZ320MH - Ibanez SC420 - Ovation 1778 LX Elite Acoustic-Electric Guitar Wzmacniacze i kolumny głośnikowe - ENGL Fireball 100 amp (2009) - Engl Fireball 100 100W Tube Guitar Amp Head Black - Krank Krankenstein Dimebag Darrell Signature Head - Krank Krankenstein + Krpbk00 120W Tube Guitar Amp Head Black Black Grill - Krank Chadwick amplifier heads - Krank Chadwick 2-Channel Amp Black Black Grill - Krank Krankenstein 4X12" cabs - Krank Krankenstein 4X12 Speaker Cabinet Black Grill - Roland Jazz Chorus amp (for some clean electric work in the studio) - Roland Jc-120 Jazz Chorus Amp |  | Efekty gitarowe - Zoom H4 and H2 Recorders - Maxon OD808 Overdrive - Boss Noise Suppressor NS-2 Pedal - Boss Ns-2 Noise Suppressor Pedal - Planet Waves Cables - Planet Waves Gold-Plated 1/4 - BBE Sonic Maximizer - Dimarzio 2 - Sennheiser G2 Wireless - Sennheiser Ew 172 G3 Instrument Wireless System Ch A - Rocktron Gainiac 2 - Rocktron Hush Super C Stereo Guitar Noise Reduction System - Rocktron Xpression Guitar Multi Effects Processor - BBE Acoustimax DI (A/B switch run to it for cleans) |

## Dyskografia
- Trumpet the Harlot - Visceral (2012, inżynieria dźwięku, produkcja muzyczna)